# Vision Mobility
Vision Mobility (Eigenschreibweise: VISION mobility) ist ein zweimonatlich erscheinendes B2B-Magazin, das die Themen Mobilität, Konnektivität  und Infrastruktur behandelt. Die verbandsunabhängige Zeitschrift erscheint im Huss-Verlag in München.
In Vision mobility werden die drei Zukunftsthemen Mobilität, Konnektivität und Infrastruktur vereint. Die Inhalte sind branchen- und verkehrsträgerübergreifend. Ergänzt werden die Inhalte durch Partnerbeiträge.

## BEST OF mobility
Mit der Wahl BEST OF mobility zeichnet der HUSS-VERLAG zusammen mit Deloitte und der IAA MOBILITY Unternehmen und deren neue Produkte und Dienstleistungen aus den Bereichen Mobilität, Konnektivität und Infrastruktur aus. Zur Wahl stehen Mobilitätssegmente aus den Bereichen Mobilität, Konnektivität und Infrastruktur, wie Concept Cars, Mobile Services, Konnektivität, Elektro- und elektrifizierte Autos, Energie, E-Start-ups, Nutzfahrzeuge, Ladetechnik, Lastenräder, ÖPNV, Flottenmanagement und Bezahlsysteme. Die Wahl wird alle zwei Jahre mittels Online-Umfrage durchgeführt.

## VISION mobility THINK TANK
In den Vorträgen und Diskussionsrunden des VISION mobility THINK TANKs geht es unter anderem um neue Fahrzeuge, Sharing-Modelle und intelligente Ladelösungen. Diskutiert wird in einem Panel mit einer Dauer von 45 bis 60 Minuten.

## Weblink
- Website von VISION mobility